# Chautauqua (New York)
Chautauqua est une ville des États-Unis dans le comté de Chautauqua (New York).

## Géographie
Chautauqua est une ville rurale de l'Ouest de l'état de New York, située près des villes de Jamestown et de Buffalo, et non loin des chutes du Niagara.

## Attentat contre Salman Rushdie
Chautauqua est connue pour sa vie culturelle. Elle est notamment le berceau de l'Institution Chautauqua, un centre culturel fondé par l'église méthodiste en 1874. S'y tiennent chaque année de nombreuses activités artistiques et culturelles, tel qu'un cycle de conférences dédié à la liberté d'expression. 
Dans ce cadre, le 12 août 2022, Salman Rushdie y est invité avec le philanthrope Henry Reese. Alors qu'il vient de s'installer sur l'estrade, il est poignardé par un individu armé d'un couteau. L'écrivain avait été l'objet en 1989 d'une fatwa de l'ayatollah Rouhollah Khomeini, plusieurs fois renouvelée, pour son roman Les Versets sataniques .